# Richard E. Grant
Richard E. Grant, geboren als Richard Grant Esterhuysen (Mbabane (Swaziland), 5 mei 1957) is een Engelse acteur bekend door zijn rol als de alcoholist Withnail in Withnail and I.
Zijn vader was Henrik Esterhuysen, werkzaam in het onderwijs in Swaziland. Zijn moeder was ballet-lerares. Grant bezocht de school in St Marks, een lokale school in Mbabane. Hij studeerde Engels en drama aan de universiteit van Kaapstad, Zuid-Afrika, en ging naar Londen, Engeland in 1982. Daar zou hij in talloze films en TV producties gaan optreden.
Grant trouwde met Joan Washington in 1986 en heeft met haar een dochter Olivia en een stiefzoon Tom.

## Filmografie
- Death of a Unicorn (2025) als Odell Leopold
- Argylle (2024) als Fowler
- Hitman's Wife's Bodyguard (2021) als Seifert
- Star Wars: Episode IX: The Rise Of Skywalker (2019) als Pryde
- Can You Ever Forgive Me? (2018) als Jack Hock
- Logan (2017) als Zander Rice
- The Hitman's Bodyguard (2017) als Seifert
- Queen and Country (2014) als Majoor Cross
- The Iron Lady (2011) als Michael Heseltine
- Jackboots on Whitehall (2008)
- Ecstasy  (2008)
- Always Crashing in the Same Karr (2007)
- Penelope (2006)
- Wah-Wah (2005) – schrijver en regisseur
- Colour Me Kubrick (2005) als Jasper
- Bustin' Bonaparte (2005) als Bonaparte Blenkins
- Tooth (2004) als Jarvis
- Bright Young Things (2003) als Father Rothschild
- Monsieur N. (2003) als Hudson Lowe
- Gosford Park (2001) als George
- The Little Vampire (2000) als Frederick Sackville-Bagg
- The Scarlet Pimpernel(1999) als the Scarlet Pimpernel
- St. Ives (1998) als Major Farquhar Chevening
- Spiceworld (1997) als Clifford
- Keep the Aspidistra Flying (1997) als Gordon Comstock
- The Serpent's Kiss (1997) als James Fitzmaurice
- Twelfth Night, or What You Will (1996) als Sir Andrew Aguecheek
- The Portrait of a Lady (1996) als Lord Warburton
- Jack and Sarah (1995) als Jack
- Prêt-à-Porter (1994) als Cort Romney
- Franz Kafka's It's a Wonderful Life (1993) als Franz Kafka
- The Age of Innocence (1993) als Larry Lefferts
- Bram Stoker's Dracula (1992) als Dr. Jack Seward
- The Player (1992)
- L.A. Story (1991) als Roland Mackey
- Hudson Hawk (1991) als Darwin Mayflower
- Henry & June (1990) als Hugo Guiler
- Mountains of the Moon (1990) als Larry Oliphant
- How to Get Ahead in Advertising (1989) als Denis Dimbleby Bagley
- Warlock (1989) als Giles Redferne
- Withnail and I (1987) als Withnail

### Televisie
- Loki (2021) als klassieke Loki
- Downton Abbey (2014) als Simon Bricker
- Richard E. Grant's Hotel Secrets (2012) als zichzelf
- Dalziel and Pascoe aflevering: Demons on our shoulders (2007) als Lee Knight
- Above and Beyond (2006)
- Home Farm Twins (2005) Paul Baker
- Frasier in episode Goodnight, Seattle (2004) als Stephen Moon
- Posh Nosh (2004) als Simon Marchmont
- The Hound of the Baskervilles (2002) als Jack Stapleton
- A Christmas Carol (1999) als Bob Crachit
- Doctor Who and the Curse of Fatal Death (1999) als The Conceited Doctor
- Let Them Eat Cake in episode The Portrait (1999) als Monsieur Vigée-Lebrun
- The Scarlet Pimpernel (1998) als Sir Percy Blakeney
- Captain Star (1997) als Captain Jim Star
- Absolutely Fabulous (1995) als Edina's droom Justin
- Codename Kyril (1988) als Sculby